# Artsni
Artsni (en arménien Արծնի ) est une communauté rurale du marz de Lorri en Arménie. En 2008, elle compte 299 habitants.